# Nhóm ngôn ngữ Sunda-Sulawesi
Nhóm ngôn ngữ Sunda-Sulawesi là một phần của ngôn ngữ Mã Lai - Đa Đảo Tây (WMP) trong đó bao gồm những ngôn ngữ Mã Lai - Đa Đảo được nói ở Đông Nam Á lục địa, quần đảo Greater Sunda (bao gồm các đảo nhỏ lân cận), Bali, Lombok, nửa phía tây của Sumbawa, Palau và quần đảo Mariana.
Sự đa dạng lớn nhất của các ngôn ngữ là trên đảo Sulawesi, quê hương của ngôn ngữ Mã Lai-Đa Đảo hạt nhân. Tuy nhiên, nhóm này đã không được đưa lên bởi các nhà ngôn ngữ học lịch sử khác, và nó có thể là Sunda-Sulawesi bản thân không phải là một nhánh mà là đa ngành, chỉ đơn giản là ngôn ngữ MP hạt nhân bên ngoài Mã Lai-Đa Đảo Trung Tâm-Đông
Không phải tất cả các ngôn ngữ của Sulawesi đều thuộc về nhóm Sunda-Sulawesi. Hai mươi ngôn ngữ của bán đảo phía bắc Sulawesi và các đảo lân cận ở phía bắc là một phần của nhánh Borneo-Philippines.
Mã Lai - Đa Đảo Tây ban đầu được đề xuất bởi Robert Blust như một nhánh anh em của CEMP trong phức hợp Mã Lai - Đa Đảo. Vì không có đặc điểm nào xác định các ngôn ngữ WMP như một nhóm con, các phân loại gần đây đã từ bỏ nó.

## Phân loại
Các ngôn ngữ trong nhóm Sunda-Sulawesi có thể được chia thành các nhóm dựa trên sự gần gũi, nhưng mối quan hệ giữa các nhóm không rõ ràng. Có 20 ngôn ngữ Bắc Sulawesi, bao gồm cả những ngôn ngữ ở Đảo Bắc (các nhóm ngôn ngữ Sangirik, như ngôn ngữ Bantic, nhóm ngôn ngữ Minahasan và nhóm ngôn ngữ Monk Cửu Long-coronal) không thuộc nhóm Sunda-Sulawesi mà thuộc nhóm ngôn ngữ Borneo-Philippines. Các ngôn ngữ trong nhóm này bao gồm
- Nhóm ngôn ngữ Tomei-Tololi có 8 ngôn ngữ được sử dụng ở phía bắc tỉnh Sulawesi, bao gồm cả vùng Tololi.
- Nhóm ngôn ngữ Saluan-Bangkai có 4 ngôn ngữ được nói ở Trung và Đông Sulawesi.
- Nhóm ngôn ngữ Kyli-Pamona có 8 ngôn ngữ được nói ở Trung Sulawesi.
- Nhóm ngôn ngữ Sulawesi Nam có 9 ngôn ngữ được nói ở Nam Sulawesi, bao gồm tiếng Bugis, tiếng Makassar và ngôn ngữ Malolo.
- Nhóm ngôn ngữ Banggu-Tokali có 4 ngôn ngữ được nói ở Đông Nam Sulawesi.
- Nhóm ngôn ngữ Vou-Volio có 3 ngôn ngữ.
- Nhóm ngôn ngữ Muna-Budone có 6 ngôn ngữ dọc theo bờ biển phía đông nam Sulawesi, như Tukang Besi.
- Kayo (Bắc Sumatra)
- Nhóm ngôn ngữ Sumatra có 10 ngôn ngữ được sử dụng ở Bắc Trung Sumatra, bao gồm tiếng Niassa, tiếng Mentai và 5 ngôn ngữ Batak.
- Tiếng Malay Iglesia
- Có 2 ngôn ngữ trong ngôn ngữ Lampung ở Lampung ở Nam Sumatra.
- Tiếng Sunda ở Tây Java
- Tiếng Java ở Trung Java
- Tiếng Madura ở Đông Java và Madura
- Có 3 ngôn ngữ trong nhóm ngôn ngữ Bali-Sasak, đó là tiếng Bali trên đảo Bali, tiếng Sasak trên đảo Lombok và tiếng Sumbawa ở Tây Sumbawa.
- Tiếng Palau thuộc quần đảo Palau
- Tiếng Chamorro ở quần đảo Mariana bao gồm đảo Guam